# 박용준 (축구 선수)
박용준(1993년 6월 21일 ~ )은 대한민국의 축구 선수이다.